# 松井信行 (工学者)
松井 信行（まつい のぶゆき、1943年5月7日 -2024年7月10日 ）は、日本の学者。名古屋工業大学名誉教授、IEEEライフフェロー、名古屋国際工科専門職大学学長。名古屋工業大学学長、愛知県顧問、リンナイ取締役、愛知時計電機取締役、富士電機製造取締役なども歴任。
専門は、パワーエレクトロニクス、モーションコントロール。

## 人物・経歴
- 1943年5月7日生まれ
- 1966年、名古屋工業大学工学部電気工学科卒業[1]
- 1968年、名古屋工業大学大学院工学研究科電気工学専攻修士課程修了[1][2]。
- 1968年4月、名古屋工業大学工学部電気工学科助手[1]
- 1973年、同大学講師
- 1976年、東京工業大学工学博士[1]
- 1979年、名古屋工業大学工学部助教授
- 1985年、名古屋工業大学工学部電気情報工学科教授[1]。
- 1996年、同大学ベンチャー・ビジネス・ラボラトリー長
- 1997年、同大学共同研究センター長
- 2000年、同大学副学長。
- 2002年11月、名古屋工業大学電気情報工学科教授に復帰。
- 2004年1月、名古屋工業大学学長[1]。
- 2010年3月、退任、名古屋工業大学名誉教授[1]。
- 2010年4月、国立大学法人愛知教育大学監事[1]、愛知県顧問（産業労働部）[3]。
- 2010年6月、富士機械製造取締役[4]
- 2012年4月、学校法人中部大学理事長付特任教授[1]。
- 2014年6月、リンナイ取締役[3]。
- 2015年6月、愛知時計電機取締役[2]。
- 2019年10月、大同特殊鋼技術顧問[5][6]。
- 2021年4月、名古屋国際工科専門職大学学長[2]。
- 2021年10月、愛知県あいち産業DXコンソーシアム会長[7]。
- 2024年7月10日、81歳没

## 資格
- 工学博士（東京工業大学）

## 学会活動
- 電気学会産業応用部門長、電気学会フェロー、プロジェクトマネジメント学会初代中部支長、計測自動制御学会、日本ロボット学会、IEEE life fellow、IEEE国際会議委員長[7]。

## 受賞
- 平成13年電気学会産業応用部門功労賞
- 平成14年IEEE Fellow 認定
- 平成14年Best Paper Award IECON’02
- 平成14年電気学会第58回電気学術振興賞論文賞
- 平成14年電気学会優秀技術活動賞
- 平成14年財団法人小平記念日立教育振興財団小平記念賞
- 平成14年電気学会産業応用特別賞貢献賞
- 平成17年IEEE IAS Outstanding Achievement Award[7]
- 令和元年瑞宝重光章[8][9]